# 彼得·肯尼迪
彼得·肯尼迪（英語：Peter Kennedy，1927年9月4日—），美国男子花样滑冰运动员。他曾代表美国参加1948年和1952年冬季奥林匹克运动会花样滑冰比赛，其中1952年冬季获得一枚银牌。

## 家庭
妹妹卡萝尔·肯尼迪。